# オタール・イオセリアーニ
オタール・イオセリアーニ（グルジア語: ოთარ იოსელიანი、英語: Otar Iosseliani、1934年2月2日 - 2023年12月17日）は、グルジア・トビリシ出身の映画監督。

## 来歴
彼の作品は旧ソ連下で公開禁止であったため、1979年にフランスに移住。1982年よりTV作品を始めとしてパリを中心に活動を再開し、寡作ながらも活動を続けた。
2023年12月17日に死去。89歳没。

## 作風と評価
- 緻密に計算されたカメラワークによるワンシーン・ワンショット、やや毒の効いた社会風刺と独自のユーモアを織り交ぜた作風が特徴である。
- ソ連出身の映画監督、アンドレイ・タルコフスキーも「現代ソ連で一番尊敬する映画作家は？」という質問に対し、イオセリアーニの名を出している[4]。日本においても『素敵な歌と舟はゆく』(1999)、『月曜日に乾杯!』(2002)のヒットにより、次第に名を広めている。
- トビリシ国立音楽院（英語版）の作曲科で音楽を学んだこともあってか、楽器を演奏したり、歌を歌うシーンもイオセリアーニ作品には欠かせない。ただしBGMはほとんど使用せず、セリフも非常に少なめである。そのため退屈さを指摘されることも少なくないが、映像の構成力と音を中心とした映画本来の醍醐味を最大限に活かし、ゆったりと演出している点においては、現存する映画作家の中でも少ない方であろう。
- 無類の酒好きとして有名であり、彼の作中でも必ずと言っていいほど酒を酌み交わすシーンが存在する。
- 中期以降の作品からイオセリアーニ自身も出演するようになり、製作スタッフの数人もキャストに取り入れている。美術担当のマニュ・ド・ショヴィニ[注釈 1]がその例で、イオセリアーニ作品では常連となっているほどである。
- カンヌ国際映画祭をはじめ、数々の映画祭で多くの賞を受賞し、『月曜日に乾杯!』は2002年度のベルリン国際映画祭で銀熊賞と国際批評家連盟賞をダブルで受賞している。

## 主な監督作品
- 四月（フランス語版） Aprili （1961年）
- 落葉（ロシア語版、フランス語版） Giorgobistve （1966年）
- 歌うつぐみがおりました（フランス語版） Iko shashvi mgalobeli （1970年）
- 田園詩（英語版、ロシア語版） Pastorali （1975年）
- 月の寵児たち（フランス語版、英語版） Les favoris de la lune （1984年）
- そして光ありき（フランス語版） Et la lumière fut （1989年）
- 蝶採り（英語版） La Chasse aux papillons （1992年）
- 群盗、第七章（英語版） Brigands, chapitre VII （1996年）
- 素敵な歌と舟はゆく Adieu, plancher des vaches! （1999年）
- 月曜日に乾杯! Lundi matin （2002年）
- ここに幸あり Jardins en Automne　（2006年）
- 汽車はふたたび故郷へ Chantrapas　（2010年）
- 皆さま、ごきげんよう（フランス語版） Chant d'Hiver （2015年）[5]

## DVD
- 『素敵な歌と舟はゆく』　キングレコード　2002年10月2日 品番：KIBF-110
- 『月曜日に乾杯！』　キングレコード　2004年5月8日 品番：KIBF-224
- 『オタール・イオセリアーニ コレクション DVD-BOX』　紀伊国屋書店　2005年4月23日 品番：KKDS-209 ＊4作品収録。単品でも発売されている。
  - 『四月』　紀伊国屋書店　2006年4月22日 品番：KKDS-210
  - 『歌うつぐみがおりました』　紀伊国屋書店　2006年4月22日 品番：KKDS-211
  - 『蝶採り』　紀伊国屋書店　2006年5月27日 品番：KKDS-212
  - 『群盗、第七章』　紀伊国屋書店　2006年5月27日 品番：KKDS-213
- 『ここに幸あり』　アミューズソフトエンタテインメント　2008年9月26日 品番：ASBY-4153